# Italochrysa lyrata
Italochrysa lyrata är en insektsart som beskrevs av Bo Tjeder 1966. Italochrysa lyrata ingår i släktet Italochrysa och familjen guldögonsländor. Inga underarter finns listade i Catalogue of Life.